# Charlotte Muret
Pour les articles homonymes, voir Muret.
Charlotte Muret, née le 4 avril 1911 à Genève et morte le 30 avril 1979 à Lausanne, est une personnalité politique et féministe suisse, membre du Parti communiste puis du Parti ouvrier et populaire (POP).

## Biographie

### Origines et famille
Charlotte Muret naît Charlotte Khajet (aussi orthographié Haët) le 4 avril 1911 à Genève. 
Son père, Movcha Khajet, est tailleur ; sa mère est née Cheina Sterna Galperine. Tous deux sont des Russes d'origine juive réfugiés en Suisse en raison de leur engagement socialiste révolutionnaire.
Elle épouse Franz Pinggera, tailleur de profession, en premières noces, puis le conseiller national popiste André Muret en 1941, avec qui elle a plusieurs enfants.

### Parcours professionnel et politique
Elle fait un apprentissage de modiste.
Elle adhère aux Jeunesses communistes genevoises en 1929, puis au parti communiste, au sein duquel elle est connue comme militante sous le surnom de « Tschoum ». 
Elle joue aux côtés de son second mari un rôle dirigeant dans le parti ouvrier populaire vaudois à partir de 1945. Féministe, responsable des questions relatives au travail des femmes au sein de son parti, elle est la principale animatrice de la Fédération des femmes suisses pour la paix et le progrès : elle y occupe le poste de secrétaire de 1952 à 1959, puis celui de vice-présidente. Elle est par ailleurs un membre en vue de la Fédération démocratique internationale des femmes, coorganisant le congrès tenu à Lausanne en 1955.
Elle siège au Conseil communal (législatif) de Lausanne de 1962 à 1979, faisant partie des premières femmes à siéger au législatif lausannois après l'ouverture du droit de vote et d’éligibilité aux femmes dans le canton en 1959. Elle y défend notamment le développement des crèches.
Elle occupe un poste de juge au Tribunal de district de Lausanne à partir de 1975.

### Mort
Elle meurt le 30 avril 1979 à Lausanne, à l'âge de 68 ans, des suites d'une longue et douloureuse maladie.

## Postérité
Une plaque commémorative à son nom est apposé au chemin des Aubépines à Lausanne fin octobre 2003.